# Boal
Boal – gmina w Hiszpanii, w prowincji Asturia, w Asturii, o powierzchni 120,28 km². W 2011 roku gmina liczyła 1814 mieszkańców.